# Jane's Combat Simulations
A Jane's Combat Simulations foi uma marcada Eletronic Arts licenciada em 1995 para jogos eletrônicos de simulação de combate. a Jane's Information Group vendeu os direitos para a EA, e possibilitou o aumento do realismo e autenticidade de sua linha crescente de jogos de combate. Seus jogos foram lançados durante os próximos 7 anos:
- Jane's Combat Simulations: Advanced Tactical Fighters (1996) DOS
- Jane's Combat Simulations: Advanced Tactical Fighters - Nato Fighters (1996) DOS
- Jane's Combat Simulations: AH-64D Longbow (1996) DOS
- Jane's Combat Simulations: AH-64D Longbow: Flash Point Korea (1996) DOS
- Jane's Combat Simulations: AH-64D Longbow Limited Edition (1996) DOS
- Jane's Combat Simulations: Longbow
- Jane's Combat Simulations: Longbow Gold (1997) DOS, Windows
- Jane's Combat Simulations: U.S. Navy Fighters '97 (1997) Windows
- Jane's Combat Simulations - 688(I) Hunter/Killer (1997) Windows
- Jane's Combat Simulations: Fighters Anthology (1997) Windows
- Jane's Combat Simulations: Longbow 2 (1997) Windows
- Jane's Combat Simulations: Attack Pack (1998) DOS, Windows
- Jane's Combat Simulations: WWII Fighters (1998) Windows
- Jane's Combat Simulations: Longbow Anthology (1998) DOS, Windows
- Jane's Combat Simulations: F-15 (1998) Windows
- Jane's Combat Simulations: Israeli Air Force (1998) Windows
- Jane's Combat Simulations: Fleet Command (1999) Windows
- Jane's Combat Simulations: USAF (1999) Windows
- Jane's Combat Simulations: F/A-18 (2000) Windows
- Jane's Combat Simulations: Air Superiority Collection (2000) Windows
- Jane's Combat Simulations: Naval Warfare Collection (2000) Windows
- Jane's Combat Simulations: Jane's Attack Squadron (2002) Windows